# Beech Grove (Kentucky)
Beech Grove es un lugar designado por el censo ubicado en el condado de McLean en el estado estadounidense de Kentucky. En el Censo de 2010 tenía una población de 243 habitantes y una densidad poblacional de 50,5 personas por km².

## Geografía
Beech Grove se encuentra ubicado en las coordenadas 37°37′17″N 87°23′14″O / 37.62139, -87.38722. Según la Oficina del Censo de los Estados Unidos, Beech Grove tiene una superficie total de 4.81 km², de la cual 4.78 km² corresponden a tierra firme y (0.7%) 0.03 km² es agua.

## Demografía
Según el censo de 2010, había 243 personas residiendo en Beech Grove. La densidad de población era de 50,5 hab./km². De los 243 habitantes, Beech Grove estaba compuesto por el 99.59% blancos, el 0.41% eran afroamericanos, el 0% eran amerindios, el 0% eran asiáticos, el 0% eran isleños del Pacífico, el 0% eran de otras razas y el 0% pertenecían a dos o más razas. Del total de la población el 0% eran hispanos o latinos de cualquier raza.